# Massaker von Przemyśl
Als Massaker von Przemyśl wird die in der Zeit vom 15. bis zum 19. September 1939 durch Einsatzgruppen der Sicherheitspolizei und des SD begangene Ermordung von etwa 600 Juden in der polnischen Stadt Przemyśl bezeichnet.
Am 15. September 1939 besetzten Truppenteile der 7. Infanterie-Division die Stadt Przemyśl. Anschließend begannen die Einsatzkommandos I/1 und I/3 mit der Erschießung der im Sonderfahndungsbuch Polen aufgeführten Personen.
Am 16. September 1939 trieben Soldaten der Wehrmacht Juden zusammen und zwangen sie, Schutt fortzuschaffen und eine beschädigte Brücke zu reparieren. Im Laufe des Tages wurden die männlichen Mitglieder der jüdischen Gemeinde durch die Stadt zum jüdischen Friedhof getrieben und dort von Mitgliedern der Einsatzgruppen erschossen.
Bis zum 19. September wurden in Przemyśl und der näheren Umgebung insgesamt bis zu 600 Menschen erschossen. Die verbliebenen Mitglieder der jüdischen Gemeinde wurden von den deutschen Einheiten über den die Stadt teilenden Fluss San getrieben, der die Demarkationslinie zwischen dem Deutschen Reich und der Sowjetunion bildete.
Am 28. September übergaben die deutschen Einheiten Przemyśl an die Rote Armee und zogen sich über den San zurück. Zuvor jedoch brannten sie noch beide Synagogen sowie einen großen Teil des jüdischen Viertels nieder.